# Mesosa atronotata
Mesosa atronotata är en skalbaggsart som beskrevs av Keiichi Kusama och Teruo Irie 1976. Mesosa atronotata ingår i släktet Mesosa och familjen långhorningar. Utöver nominatformen finns också underarten M. a. yamawakii.